# Гран-при Таллин — Тарту
Гран-при Таллин — Тарту (англ. Tallinn - Tartu GP) — шоссейная однодневная велогонка, проходившая по территории Эстонии с 2001 по 2012 год.

## История
Гонка была создана в 2001 году. Проводилась в конце мая накануне Гран-при Тарту в рамках Estonian Cycling Weekend под разными названиями.
В 2005 году вошла в календарь только что созданного Европейского тура UCI с категорией 1.1.
После объединения в 2013 году с Гран-при Тарту в новую многодневную велогонку Тур Эстонии, стала одним из её этапов, прекратив своё существование как однодневная гонка.

## Призёры
| Год  | Победитель     | Второй            | Третий             |
| ---- | -------------- | ----------------- | ------------------ |
| 2001 | Андрус Ауг     | Янек Томбак       | Жаки Дюран         |
| 2002 | Олег Гришкин   | Андрус Ауг        | Эрки Пютсеп        |
| 2003 | Арно Койот     | Медерик Клайн     | Лаури Аус          |
| 2004 | Марк Сканлон   | Николя Эйнауди    | Арно Койот         |
| 2005 | Янек Томбак    | Эрки Пютсеп       | Юнас Юнгблад       |
| 2006 | Янек Томбак    | Валерий Валынин   | Александр Хатунцев |
| 2007 | Эрки Пютсеп    | Алексей Сарамотин | Мариус Бернатонис  |
| 2008 | Март Оявеэ     | Эрки Пютсеп       | Йенс Моурис        |
| 2009 | Эрки Пютсеп    | Яан Кирсипуу      | Герт Йыеяэр        |
| 2010 | Дэнис Флао     | Яан Кирсипуу      | Эрки Пютсеп        |
| 2011 | Анджело Фурлан | Йонас Альстранд   | Александр Блен     |
| 2012 | Саид Хадду     | Клинтон Эвери     | Блаж Фурди         |